# کلمنس سی جی روتهان
کلمنس سی جی روتهان (هلندی: Clemens C. J. Roothaan؛ زاده ۲۹ اوت ۱۹۱۸) یک فیزیک‌دان اهل هلند است.